# Syllepte attenualis
Syllepte attenualis is een vlinder uit de familie van de grasmotten (Crambidae). De wetenschappelijke naam van deze soort is voor het eerst voorgesteld door George Francis Hampson in een publicatie uit 1912.

## Verspreiding
De soort komt voor in Kenia en Zuid-Afrika.

## Waardplanten
De rups leeft op soorten van het geslacht Urtica (Urticaceae).